# Сізнер
Сізне́р (рос. Сизнер, марій. Сизнур) — присілок у складі Марі-Турецького району Марій Ел, Росія. Входить до складу Хлібниковського сільського поселення.

## Населення
Населення — 99 осіб (2010; 109 у 2002).
Національний склад (станом на 2002 рік):
- удмурти — 88 %